# U.S. Men's Clay Court Championships 2012
U.S. Men's Clay Court Championships 2012 — тенісний турнір, що проходив на ґрунтових кортах у місті Х'юстон, США з 9 квітня . Належав до категорії ATP World Tour 250.

## Фінальна частина

### Одиночний розряд
Хуан Монако —  Джон Ізнер 6–2, 3–6, 6–3

### Парний розряд
Джеймс Блейк /  Сем Кверрі —  Трет Х'юї /  Домінік Інглот 7–6(16–14), 6–4